# Aoraki calcarobtusa
Aoraki calcarobtusa – gatunek kosarza z podrzędu Cyphophthalmi i rodziny Pettalidae.

## Opis
Drobny gatunek kosarza o ciele długości około 2 mm i krótkich nogach

## Podgatunki
Wyróżniono dwa podgatunki: 
- Aoraki calcarobtusa calcarobtusa (Forster, 1952)
- Aoraki calcarobtusa westlandica (Forster, 1952)

## Występowanie
Jak wszyscy przedstawiciele rodzaju jest endemitem Nowej Zelandii. Podgatunek nominatywny występuje na Wyspie Północnej, natomiast A. c. westlandica na Południowej.